# Обанадзава
Обанадзава (яп. 尾花沢市 Обанадзава-си) — город в Японии, находящийся в префектуре Ямагата. Площадь города составляет 372,32 км², население — 17 378 человек (1 августа 2014), плотность населения — 46,67 чел./км².

## Географическое положение
Город расположен на острове Хонсю в префектуре Ямагата региона Тохоку. С ним граничат города Хигасине, Мураяма, Сендай и посёлки Оисида, Могами, Фунагата, Ками.

## Население
Население города составляет 17 378 человек (1 августа 2014), а плотность — 46,67 чел./км². Изменение численности населения с 1980 по 2005 годы:
| 1980 | 25 231 чел. |  |
| 1985 | 24 801 чел. |  |
| 1990 | 23 909 чел. |  |
| 1995 | 23 127 чел. |  |
| 2000 | 22 010 чел. |  |
| 2005 | 20 695 чел. |  |

## Символика
Деревом города считается Zelkova serrata, цветком — рододендрон.